# Мясников Олег Віталійович
Олег Віталійович Мясников (нар. 25 грудня 1965, м. Красноярськ, Росія) — український військовик (полковник), заступник командувача Національної гвардії України.

## Освіта
Закінчив Камишенське вище військове будівельне командне училище у 1987 р., магістратуру Академії внутрішніх військ МВС України у 2006 р.

## Кар'єра
На військовій службі з серпня 1983 року.
Службу проходив на посадах: помічник начальника квартирно-експлуатаційного відділення, командир взводу курсантів, начальник квартирно-експлуатаційного відділення, заступник начальника тилу по будівництву — начальник служби розквартирування та військового господарства, викладач, заступник начальника відділу тилового забезпечення, у вересні 2005 року призначений заступником начальника Академії внутрішніх військ МВС України з тилу — начальником відділу тилового забезпечення.
18 квітня 2014 року Указом Президента України, призначено заступником командувача Національної гвардії України..